# گربه‌سگ
گربه‌سگ (به انگلیسی: CatDog) کارتونی اثر پیتر هانان محصول کمپانی نیکلودین است.
این کارتون در ۵ اکتبر سال ۱۹۹۸ به صورت مجموعه تلویزیونی در آمریکا پخش شد، گربه سگ داستان دوبرادر به هم چسبیده (گربه و سگ) است که دارای دو بعد هوشیاری و عاطفی هستند. گربه سگ از والدین خود که یک قورباغه و یک موجود پاگنده بودند ، توسط گردباد جدا شدند. مکان زندگی گربه سگ در خانه‌ای در حومه نیربورگ است. خانه گربه سگ نیمی به شکل ماهی و نیمی به شکل استخوان است و در این خانه با وینزلو (موش) زندگی می‌کنند. این مجموعه در اوایل دهه ۸۰ از شبکه یک پخش شد.

## موسیقی
- موسیقی آغاز کارتون گربه سگ